# Carl Malm
Carl Christian Eugen Malm, född den 26 juli 1879 i Göteborg, död den 15 augusti 1962 i Vänersborg, var en svensk ämbetsman.

## Biografi
Malm, vars far var lanträntmästare, avlade mogenhetsexamen 1897 och juris utriusque kandidatexamen vid Uppsala universitet 1904. Han blev extra länsbokhållare i Göteborgs och Bohus län 1906, förste länsbokhållare i Älvsborgs län 1914 och länsassessor där 1917. Malm var landskamrerare i samma län 1928–1944. Han var ordförande i Vänersborgsavdelningen av Svenska humanistiska förbundet 1933–1937, av överstyrelsen för Riksföreningen för svenskhetens bevarande i utlandet 1934–1943 och inspektor för kommunala flickskolan i Vänersborg 1936–1946. Malm blev riddare av Vasaorden 1926 och av Nordstjärneorden 1933 samt kommendör av andra klassen av sistnämnda orden 1944. Han vilar på Strandkyrkogården i Vänersborg.